# Divus Thomas
Divus Thomas è una rivista accademica trimestrale di filosofia neotomistica e neoscolastica fondata nel 1879 presso il Collegio Alberoni di Piacenza. La casa editrice è l'Edizioni Studio Domenicano.
L'archivio storico dal 1924 al 2020 è consultabile gratuitamente su JSTOR.